# Borzjai járás
A Borzjai járás (oroszul Борзинский район) járás Oroszország Bajkálontúli határterületén. Székhelye Borzja.
A járást 1926-ban hozták létre.

## Népessége
- 2002-ben 56 555 lakosa volt.
- 2010-ben 51 647 lakosa volt.